# Stato Shan
Lo Stato Shan (in lingua shan: မိူင်းတႆး, traslitterazione IPA: mɤ́ŋ.táj; in birmano: ရှမ်းပြည်နယ်, tr. IPA: ʃáɰ̃ pjìnɛ̀) è una delle suddivisioni amministrative della Birmania. Confina a nord con la Cina, a est con il Laos, a sud con la Thailandia e a ovest con 5 suddivisioni amministrative birmane. Con i suoi 155.800 km² di superficie, è la più estesa delle 14 suddivisioni di primo livello del paese, del quale copre quasi un quarto della superficie totale.
Prende il nome dall'etnia shan, che è quella di maggioranza tra le molte etnie che popolano lo Stato Shan. La maggior parte del territorio si trova sull'altopiano Shan, costituito da valli che si alternano a catene montuose per buona parte scarsamente abitate. Secondo il censimento del 2014, gli abitanti erano 5 824 432. Le uniche città di una certa importanza sono Lashio, Kengtung e la capitale Taunggyi, che si trova 150 km a nordest della capitale della Birmania Naypyidaw.
Lo Stato Shan ospita molte minoranze etniche, alcune delle quali hanno allestito un proprio esercito e sono state spesso in conflitto con le varie giunte militari che hanno governato la Birmania dopo l'indipendenza ottenuta dal Regno Unito alla fine della seconda guerra mondiale. Il governo birmano ha firmato accordi di cessate il fuoco con molti di questi popoli, ma vaste aree dello Stato difficilmente raggiungibili rimangono fuori dal controllo governativo, in particolare quelle a est del fiume Saluen, dove le locali comunità di origine cinese hanno esteso la propria influenza politica ed economica. Tra i gruppi militari che controllano vaste zone vi è l'esercito dello Stato Shan.
Situato nel cuore del Triangolo d'oro, lo Stato Shan ha una lunga tradizione nella produzione di stupefacenti particolarmenti pesanti. Secondo i dati raccolti dall'Ufficio delle Nazioni Unite per il controllo della droga e la prevenzione del crimine, rappresenta la zona dove si produce la maggiore quantità di oppio in Birmania; si è stimato che nel 2020 vi siano state prodotte 331 tonnellate, l'82% delle 405 tonnellate di tutta la Birmania, la quale quello stesso anno era il secondo produttore mondiale di eroina. Lo Stato Shan è ai primi posti nel mondo anche per quanto riguarda la produzione di metanfetamina e di oppioidi sintetici particolarmente potenti.